# Грас Вали (Калифорнија)
Грас Вали (енгл. Grass Valley) град је у америчкој савезној држави Калифорнија. По попису становништва из 2010. у њему је живело 12.860 становника.

## Демографија
Према попису становништва из 2010. у граду је живело 12.860 становника, што је 1.938 (17,7%) становника више него 2000. године.
| Група             | 2000.         | 2010.          |
| Белци             | 9.628 (88,2%) | 10.764 (83,7%) |
| Афроамериканци    | 29 (0,3%)     | 46 (0,4%)      |
| Азијати           | 115 (1,1%)    | 188 (1,5%)     |
| Хиспаноамериканци | 717 (6,6%)    | 1.341 (10,4%)  |
| Укупно            | 10.922        | 12.860         |